# Stink-Schirmling
Der Stink-Schirmling oder Kamm-Schirmling (Lepiota cristata) ist ein Pilz aus der Familie der Champignonverwandten (Agaricaceae). Es ist ein kleinerer Schirmling mit einem häutigen, unbeweglichen Ring. Der weißliche Hut ist um eine klar abgesetzte rötlich braune Mitte konzentrisch geschuppt. Sehr typisch ist der unangenehme, leuchtgasartige Geruch. Der sehr häufige Schirmling kommt von Juni bis Oktober in Laubwäldern, seltener in Nadelwäldern vor, kann aber auch auf Grasflächen außerhalb von Wäldern gefunden werden.

## Merkmale

### Makroskopische Merkmale
Der Hut ist 1–4 cm breit, anfangs halbkugelig, bald schon kegelig-glockig und schließlich gewölbt und mit stumpfem Buckel. Die Oberfläche ist weißlich mit feinen, rotbraunen, mehr oder weniger konzentrisch angeordneten Schüppchen. Der Scheitel ist glatt und rotbraun. Der Rand ist lange eingebogen, fransig und manchmal mit Velumresten behangen.
Die weißen, bauchigen Lamellen sind wie bei allen Schirmlingen frei. Sie stehen ziemlich gedrängt. Später können sie auch gelblich verfärbt und im Alter rostfleckig sein. Die Lamellenschneiden sind schartig. Das Sporenpulver ist gelbweiß.
Der zylindrische, recht brüchige Stiel ist 4–6 cm lang und bis 0,4 cm breit und innen hohl. Er ist weißlich und zur Basis hin rosa getönt. Der weiße, hautige Ring ist aufsteigend, aber vergänglich und fehlt daher oft im Alter. Das Fleisch ist weiß und riecht und schmeckt unangenehm bis widerlich.

### Mikroskopische Merkmale
Die Sporen sind 6–9 µm lang und 3–5 μm breit und seitlich gespornt. Sie sind glatt und stark bis schwach dextrinoid. Die Cheilozystiden sind deutlich keulig bis birnförmig und messen ca. 25 x 10 μm. Pleurozystiden fehlen. Die Huthaut (Pileipellis) ist hymeniform und besteht aus variablen rundlich bis keuligen Zellen, die 25–60 µm lang und 10–15 µm breit sind.

## Artabgrenzung
Die Schirmlinge der Gattung Lepiota sind oft nur schwer zu bestimmen. Doch durch seinen unangenehmen bis widerlichen Geruch ist der Stink-Schirmling normalerweise recht leicht zu erkennen. Es gibt aber mit dem Parfüm-Schirmling (Lepiota saponella) und dem Dunkelschuppigen Schirmling (Lepiota subfelinoides syn. L. cristata var. felinoides) mindestens zwei sehr ähnliche Arten, die deshalb oft nur als Varietäten angesehen werden.
Die blasshütige Forma pallidior des Stink-Schirmlings kann leicht mit dem Cremeweißen Schirmling (Lepiota subalba) verwechselt werden.

## Ökologie
Der Stink-Schirmling ist ein weitgehend unabhängig von Waldgesellschaften vorkommender Saprobiont. Er hat eine Vorliebe für gestörte oder anthropogen beeinflusste Standorte und kommt oft an Wegrändern, auf Ruderalplätzen und an Hecken und Gebüschsäumen vor. Meist findet man ihn auf neutralen bis basischen und mäßig bis stark stickstoffreichen Böden. Er kommt meist unter Laubbäumen vor, in Fichtenforsten findet man ihn stets am Wegrand oder auf pflanzlichem Detritus. Sehr häufig ist er in Rotbuchen- und Hainbuchen-Eichenwäldern. Seltener kommt er in Auwäldern, Edellaubbaum- oder reinen Eichenwäldern vor.
Die Fruchtkörper erscheinen von Sommer bis Herbst und nicht selten auch noch nach den ersten Frösten. Der Schirmling kommt vom Tiefland bis in Bergland vor.

## Verbreitung
Der Stink-Schirmling ist nahezu ein Kosmopolit, das heißt, er kommt auf allen Kontinenten vor. Lediglich in der arktischen und antarktischen Zone fehlt er. Er kommt in Australien, Asien (Türkei, Israel, Indien, Kaukasus bis Sibirien und Japan), Nord- und Südamerika (Argentinien, Chile, USA, Kanada) und Afrika (Zaire, Marokko) vor. In Europa ist er von Griechenland bis Finnland und von Portugal bis Belarus in allen Ländern weit verbreitet. Auch in Deutschland und Österreich ist die Art durchweg verbreitet und fast überall häufig.

## Systematik
Der Schirmling wird innerhalb der Untergattung Lepiotula (Maire) Locquin ex Horak in die Sektion Stenospore gestellt. Typisch für die Sektion sind die gespornten Sporen, die ein seitlich sitzendes Stielchen (Apikulus) haben.
Bon trennt von dieser Sektion noch einmal eine Sektion Cristratae (Kühner & Wass.) M. Bon ab. Die Vertreter der Sektion Cristratae haben eine strikt hymeniforme Huthaut (Epicutis) und keine verlängerten Haare, während die Vertreter der Sektion Stenospore eine trichoforme Huthauttyp aus mehr oder weniger länglichen und fragmentierten Hyphen haben.

### Unterarten und Varietäten
Die Art ist sehr formenreich und variabel, daher wurden mehrere Formen, Varietäten und möglicherweise auch eigenständige Arten beschrieben. Einige häufiger auftretende Formen sind nachfolgend aufgelistet.
| Varietät                         | Autor               | Beschreibung |
| -------------------------------- | ------------------- | --- |
| Lepiota cristata f. major        | Bon                 | Der Hut ist mit 4–7 cm größer als beim Typ. Alle anderen Eigenschaften entsprechen mehr oder weniger denen des Typs. Die Form scheint nährstoff- und stickstoffreiche Standorte zu bevorzugen und kommt häufig zwischen Brennnesseln vor. |
| Lepiota cristata var. pallidior  | Boud. ex Bon (1981) | Der Hut ist wie beim Typ etwa 2–4 cm breit, aber blasser, mit hellbeiger bis blassockerfarbener Hutmitte und weißlichem Rand. Auch die Lamellen sind weiß. Das sehr blasse Fleisch riecht fruchtiger als beim Typ. Die Sporen sind ziemlich dreieckig und messen 6–7,5 × 2,5–3,5 µm. Die Huthauthyphen sind leicht spindelförmig. Die Varietät kommt an den gleichen Standorten vor wie der Typ. Die Varietät kann leicht mit anderen weißhütigen Arten, zum Beispiel mit dem Cremeweißen Schirmling (Lepiota subalba) verwechselt werden. Dieser unterscheidet sich aber deutlich durch seine Huthautstruktur und hat einen deutlich angenehmeren Geruch. |
| Lepiota cristata var. exannulata | Bon (1981)          | Die Varietät hat das gleiche Erscheinungsbild wie der Typ, nur dass der Stiel leicht bauchig ist und der Ring meist fehlt. Die 6–7 µm langen und 2–4 µm breiten Sporen sind über dem Sporn leicht eingeschnürt. |

## Bedeutung
Der Stink-Schirmling ist wegen seines widerlichen Geruchs und Geschmacks ungenießbar. Er ist möglicherweise auch leicht giftig.